# Čutovský rajón
Čutovský rajón (ukrajinsky Чутівський район) byl rajón v Poltavské oblasti na Ukrajině. Hlavním městem bylo Čutove a rajón měl přibližně 23 tisíc obyvatel. 

## Sídla v rajónu
- Čutove
- Skorochodove